# Adejeania magalhaesi
Adejeania magalhaesi är en tvåvingeart som beskrevs av Guimaraes 1966. Adejeania magalhaesi ingår i släktet Adejeania och familjen parasitflugor. Inga underarter finns listade i Catalogue of Life.